# Agdistis (geslacht)
Agdistis is een geslacht van vlinders uit de familie van de vedermotten (Pterophoridae).
De typesoort van het geslacht is Alucita adactyla Hübner, 1823

## Soorten
- Agdistis aberdareana Arenberger, 1988
- Agdistis adactyla (Hübner, 1819)
- Agdistis adenensis Amsel, 1961
- Agdistis africana Arenberger, 1996
- Agdistis aguessei Bigot & Picard, 2004
- Agdistis americana Barnes & Lindsey, 1921
- Agdistis andreeva Arenberger, 2013
- Agdistis anikini Kovtunovich & Ustjuzhanin, 2009
- Agdistis bennetii (Curtis, 1833) – Lamsoorvedermot
- Agdistis betica Arenberger, 1978
- Agdistis bifurcatus Agenjo, 1952
- Agdistis bigoti Arenberger, 1976
- Agdistis delicatulella Chrétien, 1917
- Agdistis espunae Arenberger, 1978
- Agdistis facetus Bigot, 1969
- Agdistis frankeniae (Zeller, 1847)
- Agdistis gittia Arenberger, 1988
- Agdistis glaseri Arenberger, 1978
- Agdistis hartigi Arenberger, 1973
- Agdistis heydenii (Zeller, 1852)
- Agdistis ingens Christoph, 1887
- Agdistis intermedia Caradja, 1920
- Agdistis malitiosa Meyrick, 1909
- Agdistis manicata Staudinger, 1859
- Agdistis meridionalis (Zeller, 1847)
- Agdistis neglecta Arenberger, 1976
- Agdistis nyasa Kovtunovich & Ustjuzhanin, 2014
- Agdistis paralia (Zeller, 1847)
- Agdistis protai Arenberger, 1973
- Agdistis pseudocanariensis Arenberger, 1973
- Agdistis salsolae Walsingham, 1908
- Agdistis satanas Millière, 1875
- Agdistis sphinx Walsingham, 1907
- Agdistis symmetrica Amsel, 1955
- Agdistis tamaricis (Zeller, 1847)
- Agdistis varii Kovtunovich & Ustjuzhanin, 2009

## Soorten II
- A. arabica Amsel, 1958
- A. arenbergeri Gielis, 1986
- A. asthenes Bigot, 1970
- A. augrabiesi Kovtunovich & Ustjuzhanin, 2010
- A. balchashensis Zagulajev, 1997
- A. bellissima Arenberger, 1975
- A. bouyeri Gielis, 2008
- A. capensis Kovtunovich & Ustjuzhanin, 2010
- A. caradjai Arenberger, 1975
- A. cathae Arenberger, 1999
- A. clara Arenberger, 1986
- A. cretifera Meyrick, 1909
- A. criocephala Meyrick, 1909
- A. cypriota Arenberger, 1983
- A. chardzhouna Arenberger, 1997
- A. dagestanica Zagulajev & Filippova, 1976
- A. danutae Kovtunovich & Ustjuzhanin, 2009
- A. darwini Arenberger, 2009
- A. dazdraperma Kovtunovich & Ustjuzhanin, 2009
- A. dentalis Arenberger, 1986
- A. desertorum Arenberger, 1999
- A. detruncatum Zagulajev & Blumental, 1995
- A. dicksoni Kovtunovich & Ustjuzhanin, 2009
- A. dimetra Meyrick, 1924
- A. eberti Arenberger, 2009
- A. endrodyi Kovtunovich & Ustjuzhanin, 2009
- A. falkovitshi Zagulajev, 1986
- A. flavissima Caradja, 1920
- A. furcata Arenberger, 1996
- A. gambiaensis Gielis, 2011
- A. gerasimovi Zagulajev & Blumental, 1995
- A. gibberipennis Arenberger, 1996
- A. gornostaevi Kovtunovich & Ustjuzhanin, 2010
- A. haghieri Arenberger, 2009
- A. hakimah Arenberger, 1985
- A. halodelta Meyrick, 1925
- A. hulli Gielis, 1998
- A. infumata Meyrick, 1912
- A. insidiatrix Meyrick, 1933
- A. insolitus Kovtunovich & Ustjuzhanin, 2010
- A. jansei Kovtunovich & Ustjuzhanin, 2009
- A. karabachica Zagulajev, 1990
- A. karakalensis Zagulajev, 1990
- A. karischi Arenberger, 1996
- A. kenyana Arenberger, 1988
- A. kevintucki Kovtunovich & Ustjuzhanin, 2009
- A. korana Arenberger, 1988
- A. krooni Kovtunovich & Ustjuzhanin, 2009
- A. kruegeri Kovtunovich & Ustjuzhanin, 2009
- A. linnaei Gielis, 2008
- A. lomholdti Gielis, 1990
- A. maghrebi Arenberger, 1976
- A. malleana Arenberger, 1988
- A. mevlaniella Arenberger, 1972
- A. meyi Arenberger, 2008
- A. minima Walsingham, 1900
- A. morini Huemer, 2001
- A. mostovskii Kovtunovich & Ustjuzhanin, 2010
- A. mugabica Zagulajev & Blumental, 1995
- A. myburgi Kovtunovich & Ustjuzhanin, 2009
- A. namaqua Kovtunovich & Ustjuzhanin, 2010
- A. namibiana Arenberger, 1988
- A. nanodes Meyrick, 1906
- A. nigra Amsel, 1955
- A. nikolaii Kovtunovich & Ustjuzhanin, 2010
- A. notabilis Gielis & Karsholt, 2009
- A. obstinata Meyrick, 1920
- A. olei Arenberger, 1976
- A. pala Arenberger, 1986
- A. parvella Amsel, 1958
- A. picardi Bigot, 1964
- A. piccolo Gielis, 1990
- A. potgieteri Kovtunovich & Ustjuzhanin, 2009
- A. prisoner Kovtunovich & Ustjuzhanin, 2010
- A. protecta Arenberger, 1999
- A. pustulalis Walker, 1864
- A. pygmaea Amsel, 1955
- A. quagga Arenberger, 2009
- A. qurayyahiensis Gielis, 2008
- A. rastri Arenberger, 2010
- A. reciprocans Meyrick, 1924
- A. riftvalleyi Arenberger, 2001
- A. rjabovi Zagulajev & Filippova, 1976
- A. rubasiensis Zagulajev, 1985
- A. rumurutia Gielis, 2011
- A. sanctaehelenae (Wollaston, 1879)
- A. sissia Arenberger, 1987
- A. spinosa Arenberger, 1986
- A. springbok Kovtunovich & Ustjuzhanin, 2010
- A. streltzovi Kovtunovich & Ustjuzhanin, 2010
- A. swakopi Arenberger, 2009
- A. swierstri Kovtunovich & Ustjuzhanin, 2009
- A. takamukui Nohira, 1919
- A. tenera Arenberger, 1976
- A. tihamae Arenberger, 1999
- A. toliarensis Bigot, 1987
- A. tsumkwe Arenberger, 2001
- A. turia Gielis, 2011
- A. turkestanica Zagulajev, 1990
- A. unguica Arenberger, 1986
- A. violaceus Kovtunovich & Ustjuzhanin, 2010
- A. yakovi Kovtunovich & Ustjuzhanin, 2010
- A. yemenica Arenberger, 1999